# Zentixtlahuaca
Zentixtlahuaca är en ort i Mexiko.   Den ligger i kommunen San Luis Acatlán och delstaten Guerrero, i den sydöstra delen av landet, 300 km söder om huvudstaden Mexico City. Zentixtlahuaca ligger 505 meter över havet och antalet invånare är 231.
Terrängen runt Zentixtlahuaca är kuperad. Runt Zentixtlahuaca är det ganska glesbefolkat, med 34 invånare per kvadratkilometer. Närmaste större samhälle är San Luis Acatlán, 5,2 km väster om Zentixtlahuaca. Omgivningarna runt Zentixtlahuaca är en mosaik av jordbruksmark och naturlig växtlighet.